# 효성로 (대구)
효성로(曉星路, Hyoseong-ro)는 대구광역시 남구 봉덕동을 오가는 도로로 길이는 838m이다. 북쪽 끝단에서는 이천로와 직결되며 서쪽으로는 삼정길, 동쪽으로는 대덕로와 연결된다. 남쪽 끝단에서는 앞산순환로와 교차하는 효명네거리에서 고산2길과 직결된다. 현재의 대구가톨릭대학교의 전신인 옛 효성여자대학교 터 인근을 지나가는 도로라고 하여 명명되었다.

## 주요 경유지
대구광역시
- 남구 (봉덕동)